# Casalanguida
Casalanguida ist eine italienische Gemeinde (comune) mit 812 Einwohnern (Stand 31. Dezember 2023) in der Provinz Chieti in den Abruzzen. Die Gemeinde liegt etwa 44 Kilometer südsüdwestlich von Chieti und gehört zur Comunità montana Medio Vastese.

## Weinbau
In der Gemeinde werden Reben der Sorte Montepulciano für den DOC-Wein Montepulciano d’Abruzzo angebaut.